# Уляновиці
Уляновиці (пол. Ulanowice, нім. Ullersdorf) — село в Польщі, у гміні Отмухув Ниського повіту Опольського воєводства.
Населення — 89 осіб (2011).

## Демографія
Демографічна структура станом на 31 березня 2011 року:
|          | Загалом | Допрацездатний вік | Працездатний вік | Постпрацездатний вік |
| -------- | ------- | ------------------ | ---------------- | -------------------- |
| Чоловіки | 44      | 7                  | 31               | 6                    |
| Жінки    | 45      | 12                 | 26               | 7                    |
| Разом    | 89      | 19                 | 57               | 13                   |